# デニス・グリゴリエフ
デニス・グリゴリエフ（Denis Grigoriev、男性、1974年3月22日 - ）は、ロシアの空手家。新極真会ロシア支部所属。『シベリアの皇帝』の異名をとった。新極真会の第2回カラテワールドカップ重量級で優勝した。全ロシア大会の優勝は2回。身長189センチ・体重100キロ。

## 成績
- 全ロシア大会 優勝 2回
- 2001年 第2回カラテワールドカップ 重量級優勝
- 2007年 第9回オープントーナメント 全世界空手道選手権大会 8位